# کودیرامالای
کودیرامالای (به لاتین: Kudiramalai) یک منطقهٔ مسکونی در سری‌لانکا است که در استان شمال غربی، سری‌لانکا واقع شده‌است.